# 特羅布里奇島
特羅布里奇島（英語：Trowbridge Island），是南極洲的島嶼，位於南設得蘭群島的喬治王島東岸，處於梅爾維爾角西北面3.7公里，在1960年由英國南極名稱諮詢委員會命名，現時由南極條約體系管理。